# The Disastrous Life of Saiki K. (фильм)
The Disastrous Life of Saiki K. (яп. 斉木楠雄のΨ難 Сайки Кусуо но Сай-нан, «Несладкая жизнь псионика Сайки Кусуо») — научно-фантастическая комедия, экранизация одноименной манги Сюити Асо, режиссером и сценаристом выступил Юити Фукуда. В главных ролях: Кэнто Ямадзаки, Рё Хосидзава и Канна Хасимото. Дистрибьюторы — «Columbia Pictures» (Sony Pictures Entertainment Japan) и Asmik Ace. Фильм вышел 21 октября 2017 года.
Это был первый японский фильм Sony Pictures, распространением которого занималась не Sony Pictures Releasing, а Columbia Pictures.

## Сюжет
Кусуо Сайки (Кэнто Ямадзаки) — 16-летний старшеклассник, ученик академии P.K. Родился со всеми видами психических способностей в самой обычной семье. Он обладает: телепатией, телекинезом, левитацией, рентгеновским зрением, ясновидением, астральной проекцией, пирокинезом, контролем сознания, психометрией, невидимостью и т. д. Это может показаться здорово — уметь предсказывать будущее или, например, читать чужие мысли — но сверхспособности не так хороши из опыта Кусуо. Сверхспособности часто приносят ему множество проблем, не давая ему жить, как он хочет. Он старается не раскрывать своих способностей и избегает ненужного внимания. Но его одноклассники вечно собираются вокруг него и вырывают его из идиллического, сладостного одиночества. Он надеется, что в итоге найдет долгожданную гармонию и тоска в его душе наконец-то исчезнет.

## В ролях
- Кэнто Ямадзаки — Кусуо Сайки[3]
- Рё Ёсидзава — Сюн Кайдо[3]
- Канна Хасимото — Кокоми Тэрухаси[3]
- Hirofumi Arai[англ.] — Рики Нэндо[3]
- Хидеюки Касахара — Кинэси Хайро[3]
- Kento Kaku[англ.] — Арэн Кубоясу[3]
- Tsuyoshi Muro[англ.] — Урёку Тёно[3]
- Jiro Sato (actor)[англ.] — Пинсуке Канда[3]
- Seiichi Tanabe[англ.] — Кунихару Сайки[4]
- Юки Утида — Куруми Сайки[4]

## Отзывы
Фильм собрал 8,6 млн долларов США в японском прокате.
Рэйчел Чунг в своем обзоре фильма для South China Morning Post отметила, что в фильме актёры сильно переигрывают: «Это может быть забавно в первый раз, и, возможно, во второй, когда молодая 19-летняя актриса Канна Хасимото имитирует преувеличенные выражения лица ее аниме-персонажа, но когда это происходит в 10-й раз, это становится довольно скучным, если не раздражающим».